# Rik Pauwels
Rik Pauwels, né le 13 mars 1937, est un joueur et entraîneur de football belge qui évoluait au poste de gardien de but. Auteur d'une carrière de joueur anonyme dans les divisions inférieures, sa reconversion comme entraîneur est couronnée de succès, remportant deux fois la Coupe de Belgique et deux fois le championnat. Il a pris sa retraite en 1994.

## Carrière
Rik Pauwels n'a pas une grande carrière de joueur. Le plus haut niveau auquel il preste est la troisième division, sous les couleurs du Tubantia Borgerhout. Au début des années 1970, il est joueur-entraîneur au KSK 's Gravenwezel, qu'il mène à la Promotion en 1971. Lorsque le club est relégué trois ans plus tard, il part à Berchem Sport, où il devient entraîneur-adjoint tout en s'occupant de certaines équipes de jeunes.
En 1978, Urbain Braems, l'entraîneur du KSK Beveren, récent vainqueur de la Coupe de Belgique, annonce son départ du club. Il suggère à ses dirigeants d'engager Rik Pauwels pour assister son successeur, Robert Goethals, un conseil que la direction suit. Dès sa première saison au club, il remporte le titre de champion de Belgique, une première dans l'histoire de Beveren. Après trois saisons comme adjoint, il est nommé entraîneur principal du Waterschei THOR. Pour sa première année dans le rôle de « T1 », il mène l'équipe à la victoire en Coupe. Il décide alors de retourner à Beveren, où il devient l'adjoint de Braems, également revenu au club. Leur duo est couronné de succès avec une nouvelle victoire en Coupe de Belgique en 1983 et un second titre de champion un an plus tard.
Urbain Braems quitte à nouveau le club après ce nouveau titre et Rik Pauwels prend les commandes de l'équipe première. Il occupe ce poste pendant deux ans mais sans parvenir à réaliser les mêmes performances. En 1986, il part au KRC Malines, qui évolue en Division 2 depuis une décennie. Deux ans plus tard, il remporte le titre de champion et rémène le club parmi l'élite. Après avoir assuré le maintien du club en première division, il retourne une troisième fois au KSK Beveren en 1989. Mais cette fois, les résultats ne sont pas à la hauteur et le club est en lutte pour éviter la relégation. Après 17 rencontres, il est licencié en janvier 1990. Beveren finira néanmoins par chuter en deuxième division, accompagné par le KRC Malines.
Rik Pauwels rebondit en deuxième division au K Boom FC, où il remplace Leo Canjels et termine la saison vice-champion mais ne parvient pas à remporter le tour final pour l'accession à la Division 1. Peu avant le terme de la saison suivante, il est licencié par ses dirigeants, le club ne pouvant plus être champion. Il reste deux ans sans emploi avant de reprendre du service en 1993 au KRC Malines. Hélas, les résultats sont très décevants et il est licencié à la mi-saison, le club terminant tout de même à la dernière place, synonyme de relégation au niveau inférieur. Après cela, Rik Pauwels se retire complètement du monde du football.

## Palmarès
- 2 fois champion de Belgique en 1979 et en 1984 avec le KSK Beveren en tant qu'entraîneur-adjoint.
- 2 fois vainqueur de la Coupe de Belgique en 1982 avec le Waterschei THOR en tant qu'entraîneur principal et en 1983 avec le KSK Beveren en tant qu'entraîneur-adjoint.
- 1 fois champion de Division 2 en 1988 avec le KRC Malines en tant qu'entraîneur principal.